# Eriosema chrysadenium
Eriosema chrysadenium är en ärtväxtart som beskrevs av Paul Hermann Wilhelm Taubert. Eriosema chrysadenium ingår i släktet Eriosema och familjen ärtväxter. Inga underarter finns listade i Catalogue of Life.